# Министерство на държавната администрация и административната реформа
Министерство на държавната администрация и административната реформа (МДАиАР) е министерство в България, съществувало в периода 1997 – 2005 година.

## Списък

### Министри на
| №                                                                       | Име (Роден-Починал)          | Начало на мандата | Край на мандата  | Дни на упр. | Партия/Коалиция | Правителство |
| ----------------------------------------------------------------------- | ---------------------------- | ----------------- | ---------------- | ----------- | --------------- | ------------ |
| държавната администрациясф. 1997 – ра. 2005                             |                              |                   |                  |             |                 |              |
| 1                                                                       | Марио Тагарински (р. 1958)   | 21 май 1997       | 21 декември 1999 | 944         | СДС             | 84           |
| 2                                                                       | Иван Костов (р. 1949)        | 21 декември 1999  | 24 юли 2001      | 581         | СДС             | 84           |
| 3                                                                       | Димитър Калчев (1945 – 2008) | 24 юли 2001       | 17 август 2005   | 1485        | независим       | 85           |
| държавната администрация и административната реформасф. 2005 – ра. 2009 |                              |                   |                  |             |                 |              |
| 4                                                                       | Николай Василев (р. 1969)    | 17 август 2005    | 27 юли 2009      | 1440        | НДСВ            | 85           |